# 鋼鉄の咆哮シリーズ
鋼鉄の咆哮シリーズ（くろがねのほうこうシリーズ）は、コーエー（現・コーエーテクモゲームス）から発売された、戦艦アクションゲームのシリーズ作品である。

## 概要
2000年に第1作が発売された第二次世界大戦期を題材にした海戦アクションゲームのシリーズ。企画・開発はマイクロキャビン、企画・制作・発売はコーエー（現・コーエーテクモゲームス）。マイクロキャビンが過去に開発した『紺碧の艦隊2 PERFECT』の流れを汲む作品であり、同作に搭載されていた「HLGシステム」が受け継がれている他、登場艦船の一部も同じものが登場する。
Windows版はマイクロキャビンコーエーと共同で企画開発、PlayStation 2版は「鋼鉄の咆哮2 ウォーシップコマンダー」まではマイクロビジョンが開発、原作会社のマイクロキャビンは開発協力という形で参加。2021年時点で最新作になるウォーシップガンナー２系統はシェードが開発しており、マイクロキャビンは開発に参加しておらず、クレジット表記のみとなっている。
ゲームの舞台は架空の第二次世界大戦期。プレイヤーは自ら設計した軍艦を操艦して、敵艦船の撃沈や陸上施設の破壊等の与えられた任務を達成しながら、最終的には「超兵器」（いわゆるボスキャラクター的存在）と呼ばれる極めて強力で規格外な規模・性能・装備を持つ兵器（主に巨大な艦船）の殲滅を目標とする。
特徴の一つである艦船の設計は、あたかもブロックパズルを組み立てていくように、多数のパーツを視覚的な操作で組み合わせて行う。そのためプレイヤーは手軽かつ直感的に思い通りの設計が楽しめる（ゲーム上の制約は存在する）。史実通りの設計はもちろん、現実ではありえない奇想天外な設計も可能。
設定年代の前後に存在した史実の通常兵器のみならず、ゲームが進むにつれて、ミサイルなどの近代兵器や100cm砲、双胴の艦船などの規格外な兵装も出現。そして果てには波動砲やレーザー砲、ドリル戦艦などのSF的兵器や、ねこビーム・カニ光線などの意味不明瞭な兵装も自艦の設計パーツとして多数登場する。また、敵の艦船や航空機などにも自艦パーツと同様、通常の兵器に加えて「超兵器」は勿論のこと、近代兵器や架空兵器が現れる。
本編のストーリーは硬派だが、一定条件のクリア後にプレイできるおまけステージでは、徐々にそれとはうって変わったストーリーが展開し始める。作戦内容・演出が妙に笑いを誘うものになったり、副長が妙なことを口走るようになったり、UFOやあひるなどの常識外の敵兵器が多数登場するなどの要素が加わる。
プレイヤーの視点の相違により、ゲームの系列は大きく「ウォーシップコマンダー」（以下WSCと略す）系と「ウォーシップガンナー」（以下WSGと略す）系の2つに分類することができる。すなわち、WSCが戦場を上空より俯瞰する司令官の視点を意識した画面であるのに対し、WSGは艦船に乗船する砲撃手の視点を意識している。
公式にはアクションゲーム（プロモーションビデオでは「戦艦アクションゲーム」とも）ではあるが、ゲームの性質上からコマンダーはシミュレーションゲームと間違えられることが多い（ファミ通のクロスレビューなど）。

## 開発経緯
マイクロキャビンで鋼鉄の咆哮シリーズの制作監督を務めた石川慎二は、ハンドブックで製作の動機について回答しており「血沸き肉踊る砲雷撃戦ができる海戦ゲームが作りたい。シミュレーションゲームのようなコマンド実行後はただ見ているだけではなく、自分の意思で操作し、自分の設計した艦で戦ってみたい。こんな思いから企画した…ような気がします。かなり昔のことなのでもう忘れましたが…。」と語っている。
提督の決断や紺碧の艦隊2などシミュレーションゲームが主体だった時代において、先駆けて艦船を直接動かす要素を取り入れたゲームであり、後に登場した艦船題材の『NAVYFIELD』や『World of Warship』などのゲームデザインにも影響が見て取れる。今日における「艦船を直接操作するゲームの草分け的存在」といえる作品である。

## シリーズ一覧
2023年5月時点で発売されているタイトルは以下の9つ（発売順）。
- 2000 鋼鉄の咆哮 ウォーシップコマンダー（Microsoft Windows）
- 2001 鋼鉄の咆哮 ウォーシップコマンダー（上記「鋼鉄の咆哮 ウォーシップコマンダー」のPlayStation 2版だが、グラフィックの変更やボイス追加、一部システムの廃止などの変更点がある。）
- 2002 鋼鉄の咆哮2 ウォーシップコマンダー（Windows）
- 2003 鋼鉄の咆哮2 ウォーシップガンナー（PlayStation 2）
- 2003 鋼鉄の咆哮2 ウォーシップコマンダー エクストラキット（Windows、2002年発売の「鋼鉄の咆哮2 ウォーシップコマンダー」の拡張キット。）
- 2004 鋼鉄の咆哮2 ウォーシップコマンダー（PlayStation 2、2002年に発売したWindows版とは完全に別物。）
- 2004 鋼鉄の咆哮3 ウォーシップコマンダー（Windows）
- 2006 ウォーシップガンナー2 鋼鉄の咆哮（PlayStation 2）
- 2009 ウォーシップガンナー2 ポータブル（上記ウォーシップガンナー2のPlayStation Portable版だが、追加要素がある）

この他、姉妹品として、小説『亡国のイージス』（福井晴敏）の世界を題材にしたPlayStation 2用ソフト『亡国のイージス2035 〜ウォーシップガンナー〜』が発売されている。ゲームシステムは類似しているものの、コーエーより本シリーズの続編との告知は発表されていないため、ここでの説明は省く。
シリーズではないが、システム的な前身として紺碧の艦隊2がある。特に艦船設計システムのHLGシステムは発展型が鋼鉄の咆哮に採用されている。また戦闘パートも紺碧の艦隊2の戦術マップが元となっているが、紺碧の艦隊ではセミリアルタイムSLGだったのに対し、鋼鉄の咆哮ではアクションゲームとなっているという違いがある。
海外でも販売されており、「鋼鉄の咆哮2 ウォーシップガンナー」が「Naval Ops: Warship Gunner」、「鋼鉄の咆哮2 ウォーシップコマンダー PlayStation 2」が「Naval Ops: Commander」、「ウォーシップガンナー２　鋼鉄の咆哮」が「Warship Gunner 2」というタイトルで発売されている。
またWindows版の『鋼鉄の咆哮 ウォーシップコマンダー』は『怒海激戰 戰鑑指揮官』という名前で、台湾のゲーム会社『大宇資訊（股）有限公司』が漢化し、発売していたことがある。

## ゲームの流れ
基本的な流れはシリーズ共通であるため、第1作Windows版WSCで説明する。
まずは、ゲームを始める前に「第零遊撃部隊」の国別タイプを決定する（日・独・米・英の4種）。タイプにより生産できる兵器の種類・傾向が変わってくる。ゲームは大きく「戦略パート」と「戦闘パート」に分かれる。
「戦略パート」は、戦闘を開始するための準備段階である。ここで、ほとんどのプレイヤーが、このゲームの最大の特徴である「艦船の自作」に多くの時間を費やすこととなる。
設計
「HLG（Windows版の第一作目の隠しファイルに、「平賀譲」の名前に由来するような記述がある」と呼ばれる設計システムを使う。初めに船体（船体には航空母艦、戦艦、航空戦艦、重巡洋艦、軽巡洋艦、駆逐艦が存在する）を選んだあと、そこにボイラー・タービン・砲・機銃・艦橋・煙突やその他多数を含む複数のパーツを組み合わせたり、艦の装甲の度合いや防御区画を決めたりしながら設計は行われていく。他に、レーダーやソナーを搭載することもできる。
また、後述する戦闘パートで得られた報奨金を用いて、次のような行動も可能。
技術力の向上
航空・機関・鋼材・兵器・電気の5種類に分かれている。それぞれが一定の値に達すると、新パーツの生産が可能になる・パーツ自体の性能が上がる、など。
パーツの生産
実質的には購入である。
航空機の生産と搭載
駆逐艦以外には航空機の搭載が可能(空母・航空戦艦以外は専用の装備が必要)だが、プレイヤーが指示できるのは発着命令のみ。移動・攻撃などは自動で行われる。
「戦闘パート」では、設計した艦船を操艦し、ステージごとに指定された作戦目標の達成を目指す。目標の達成後、脱出に成功すると作戦成功となる。反対に目標を達成せずに脱出するか、敵の砲撃・雷撃・爆撃などでプレイヤー艦の艦首・艦尾・左舷・右舷の耐久力のどれか一つが0になり沈没すると、作戦失敗となる。艦の耐久力は、敵艦を撃破した後に発生する漂流兵を10人回収するごとに1回可能な応急修理によって回復する事ができる。
基本的な操作方法は、カーソルキーの上下で速度調節、左右もしくは画面を右クリックで舵切り(転舵)、左クリックで照準の位置を攻撃、テンキーで各武装の選択（手動/自動/停止）、となっている。ショートカットキーを使わずとも、マウスだけで一応は、ほとんどの操作が可能である。
プレイヤーは戦闘パートでの作戦成功・敵艦や敵機の撃破・陸上構築物の破壊などで報奨金が入手できる。また、特定の敵艦が撃破された後に落とすアイテムの入手によってパーツ（中には強力な非売品もある）の入手もできる。
戦闘パートが終了して結果報告の後に再び戦略パートに戻り、次の戦闘パートへの準備や艦船の性能向上を行う。その他、戦闘で獲得できる功績値を貯めて自分の階級も上げていく。こうして徐々にプレイヤー勢力を強化しつつ各ステージをクリアして行き、最終ステージを目指す。
ゲームの舞台はいくつかのエリアに分かれており、エリアもまた複数のステージによって構成されている。おまけエリアを除けばAエリアから順に1つエリアをクリアするたびに次のエリアがプレイできるようになる、といった形である。
ちなみに一度プレイできるようになったエリアは、「エリア初めのステージから」という制限はあるものの、何度でも繰り返しプレイすることができるようになる。

## 評価
『鋼鉄の咆哮2 ウォーシップガンナー』が週間ファミ通クロスレビュー（2003年4月11日号）でゴールド殿堂入りを記録。『鋼鉄の咆哮2 ウォーシップコマンダー PlayStation 2版』が30点、『ウォーシップガンナー２ 鋼鉄の咆哮』が32点を記録した。

Metacriticでは『Naval Ops: Warship Gunner』、『Naval Ops: Commander』、『Warship Gunner 2』の三作とも「混在」と判定されている。

## 海外版との相違点や特徴
・敵の合計撃破数によって貰える「撃破ボーナス」のアイテムが変更されている。
・『鋼鉄の咆哮2 ウォーシップコマンダー』ではバグにより、敵の放つ「小型レーザー」や「パルスレーザー」が表示されない他、難易度HARDにおける「ヴォルケンクラッツァー２」の補助兵装が重複しているというミスがあったが、『Naval Ops: Commander』では修正されている。
・ボスキャラクターであるグロース・シュトラール、ヴォルケンクラッツァー、ルフトシュピーゲルング、フィンブルヴィンテルの名前が変更されている。